# Walter Hagen

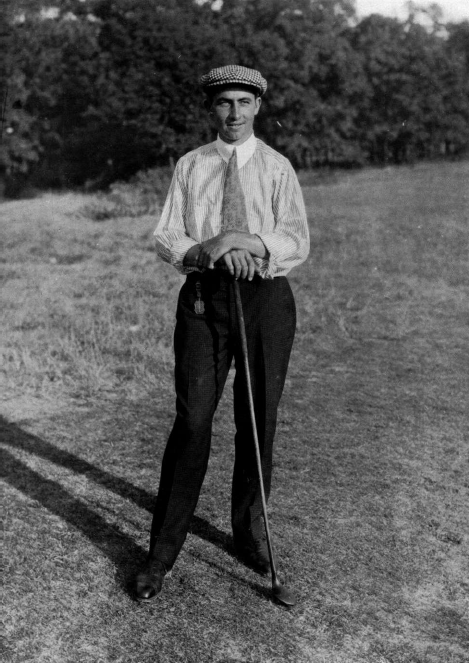
Walter Hagen fotografiado en 1924

Walter Charles Hagen (Rochester, Nueva York, Estados Unidos, 21 de diciembre de 1892 - 6 de octubre de 1969) fue un golfista estadounidense que se destacó a nivel profesional en las décadas de 1910 y 1920. Venció dos veces el Abierto de los Estados Unidos en 1914 y 1919, cuatro veces el Abierto Británico en 1922, 1924, 1928 y 1929, cinco veces el Campeonato de la PGA en 1921, 1924, 1925, 1926 y 1927, y cinco veces el Abierto del Oeste en 1916, 1921, 1926, 1927 y 1932.
Se ubica octavo en el historial de golfistas con mayor cantidad de victorias en el PGA Tour con 45. Fue el golfista con mayor cantidad de victorias en el PGA Tour en 1922, 1923 y 1924. También disputó las primeras cinco ediciones de la Copa Ryder como capitán de la selección estadounidense, logrando siete victorias, un empate y una derrota.
Proveniente de una familia de clase media-baja, Hagen se formó en el golf como caddy en el Country Club de Rochester. Debutó como profesional en el Abierto Canadiense de 1912 a la edad de 19 años, resultando 11º. El golfista fue profesional de dicho club en sus inicios y del Oakland Hills Country Club de Detroit en 1918. En 1919 comenzó a competir profesionalmente sin afliliarse a ningún club, algo extraño en dicha época. A fines de la década de 1920 compitió para el Pasadena Yacht & Country Club de San Petersburgo.
Nunca pudo ganarle a Bobby Jones en el Abierto Británico ni en el de Estados Unidos. En cambio, lo derrotó en el Pasadena Golf Club en 1926 por 12 y 11 en 72 hoyos, entre otros duelos de exhibición contra él.
Hagen se caracterizaba por disputar torneos de exhibición en distintos países además de torneos oficiales, lo que ayudó a difundir el golf e impulsar su profesionalismo. También contribuyó con la empresa Wilson en el diseño de palos. Ingresó en el Salón de la Fama del Golf Mundial en su generación inaugural en 1974.
En cuanto a su juego, Hagen se destacaba especialmente con hierros y putters, en tanto que su debilidad eran las salidas desde el tee.